# El Camino del Diablo
El Camino del Diablo (en français : Le Chemin du Diable, également appelé en anglais : The Devil's Highway, en français : L'Autoroute du Diable) est une route historique de 400 km qui s'étend actuellement à travers certains des terrains les plus reculés et arides du désert de Sonora dans les comtés de Pima et de Yuma en Arizona, aux États-Unis. Il est bordé, au sud, par le Mexique. Utilisé depuis au moins 1 000 ans, El Camino del Diablo est censé avoir vu naissance par une série de sentiers pédestres utilisés par les Amérindiens qui vivaient dans le désert. Du XVIe siècle au XIXe siècle, la route a été largement utilisée par les conquistadors, les explorateurs, les missionnaires, les colons, les mineurs et les cartographes.
L'utilisation du sentier a fortement diminué à la suite de l'arrivée du chemin de fer, à Yuma, en 1870. De nos jours, il reste utilisé, parfois sans succès, par les migrants qui cherchent à franchir la frontière en Arizona et en Californie. En reconnaissance de son importance historique, El Camino del Diablo a été inscrit au Registre national des lieux historiques, en 1978. Il a également été intégré à la liste des routes secondaires de l'arrière-pays (en) par le Bureau of Land Management. Son nom, tout comme son autre nom historique Camino del Muerto, en français : Le chemin des morts, fait référence aux conditions dures et impitoyables qui y règnent.

## Parcours d'origine

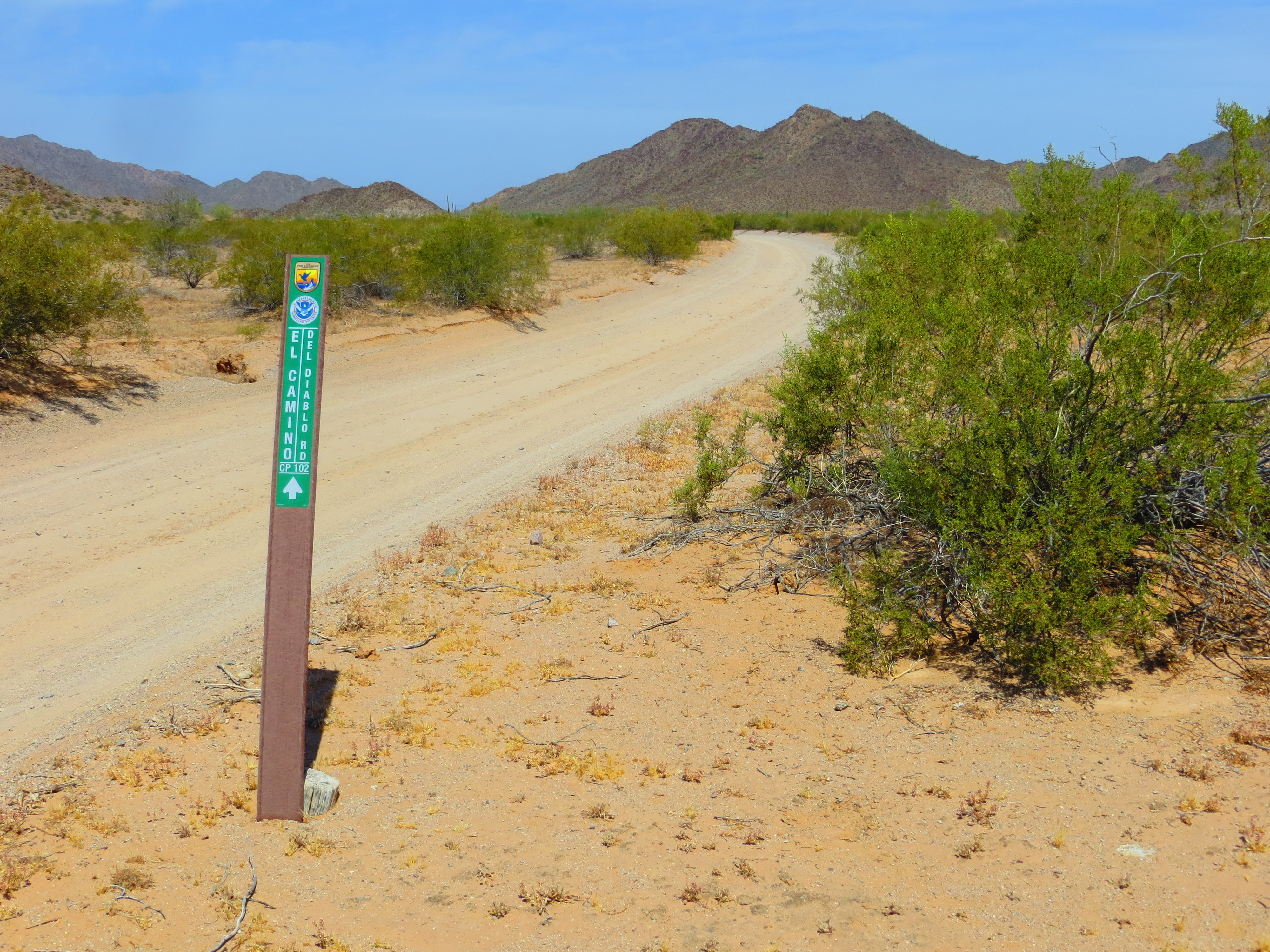
El Camino del Diablo dans la réserve nationale de la faune de Cabeza Prieta.

Le point de départ Sud de la route originale était situé à Caborca, dans ce qui est aujourd'hui l'État mexicain de Sonora. De là, elle continuait par Sonoyta (en), puis par Quitobaquito (en), en direction des champs de lave de la Sierra Pinacate (en), puis par le désert de Tule en Arizona (en) et les montagnes de Tule (en). Après être passée au sud du mont Tordillo, la route traverse les monts Tinajas Altas (en), puis continue vers l'ouest de Raven Butte et du col Cipriano. Le sentier poursuit ensuite vers la frontière ouest des montagnes de Gila du comté de Yula (en), avant d'atteindre finalement Yuma Crossing (en) en bordure du fleuve Colorado. De Yuma Crossing, les voyageurs pouvaient atteindre les colonies espagnoles de Californie.
Par rapport aux différentes étapes de la route, les noms utilisés dans le passé sont Sonora Trail, Sonoyta-Yuma Trail, Yuma-Caborca Trail et Old Yuma Trail.

## Histoire du chemin
El Camino del Diablo est supposé suivre les chemins de randonnée des Amérindiens qui remonteraient à au moins 1 000 ans. En 1540, accompagné de guides autochtones, le capitaine Melchor Díaz (en) dirige un détachement de l'expédition Coronado, à travers cette région en route vers Les Californies. Les premiers Européens connus pour avoir emprunté cette route étaient le prêtre jésuite Eusebio Francesco Chini, le commandant Juan Matheo Mange et le père Adamo Gilig, qui, avec les accompagnateurs et les guides amérindiens qui connaissaient l'emplacement des sources d'eau vitales, ont fait la première traversée en février 1699.
Le chemin offrait un itinéraire plus court que de contourner la Basse-Californie en naviguant, tout en évitant la plupart des tribus amérindiennes plus hostiles. Cependant, le soulèvement des Quechans, en 1781, à Yuma Crossing (en), sur le fleuve Colorado, empêche les voyageurs d’atteindre les Californies par cette route. Bien que le lieutenant-colonel Pedro Fages soit parvenu à sauver les survivants espagnols, capturés lors du soulèvement, El Camino del Diablo tombe en grande partie en désuétude jusqu'en 1849, lorsque la ruée vers l'or en Californie attire de nombreux nouveaux migrants du Mexique aux champs aurifères de la Californie. Par la suite, les équipes de l'United States and Mexican Boundary Survey (en), la surveillance des frontières, utilisent le sentier pour cartographier et cataloguer les terres achetées à l'occasion de l’achat Gadsden, en 1853. Une deuxième vague de mineurs utilise le sentier, dans les années 1860, lorsque des gisements sont découverts le long du fleuve Colorado.
Beaucoup de ces migrants mourraient de soif et d'épuisement, en cours de route, en raison de la chaleur. Comme le note un voyageur ultérieur, « les tombes fréquentes et les crânes blanchis d'animaux rappellent douloureusement les voyageurs malheureux, morts de soif sur la route ». Le tronçon le plus difficile du sentier est celui de Sonoyta (en), au Mexique, à ce qui est désormais Yuma en Arizona . Il est estimé que 400 à 2 000 voyageurs ont perdu la vie sur le sentier, principalement à cause de la déshydratation, des coups de chaleur et des coups de soleil, mais aussi en raison de l'hypothermie. En été, les températures atteignent 49 °C et les gens ont besoin de deux gallons (7,5 litres) d'eau par jour pour survivre. La plupart des tombes bordent les 48 derniers kilomètres du sentier menant à Yuma. Selon un décompte, il y a 65 tombes près des monts Tinajas Altas (en).
L'utilisation du sentier a fortement diminué à la suite de l'arrivée, à Yuma, du chemin de fer de la Southern Pacific Transportation Company, en 1870. Alors que les prospecteurs et les visiteurs de passage continuaient à traverser la région, El Camino del Diablo n'a jamais retrouvé son statut de route migratoire majeure. Occasionnellement, les cartographes et les équipes d'arpenteurs-géomètres l'utilisaient, documentant de nombreux restes d'humains et d'animaux domestiques.
En reconnaissance de son importance historique, El Camino del Diablo a été inscrit au Registre national des lieux historiques, en 1978. Il peut encore être visité par les visiteurs de la Réserve nationale de la faune de Cabeza Prieta, créée en 1939 pour protéger la faune du désert. À l'exception d'un poste de l'United States Border Patrol, celui de Camp Grip, la section du sentier original entre Las Playas et Tinajas Altas demeure pratiquement inchangée.
De nos jours, le Chemin du Diable reste utilisé par de nombreux migrants qui cherchent à franchir la frontière en Arizona et en Californie.

## Tinajas Altas

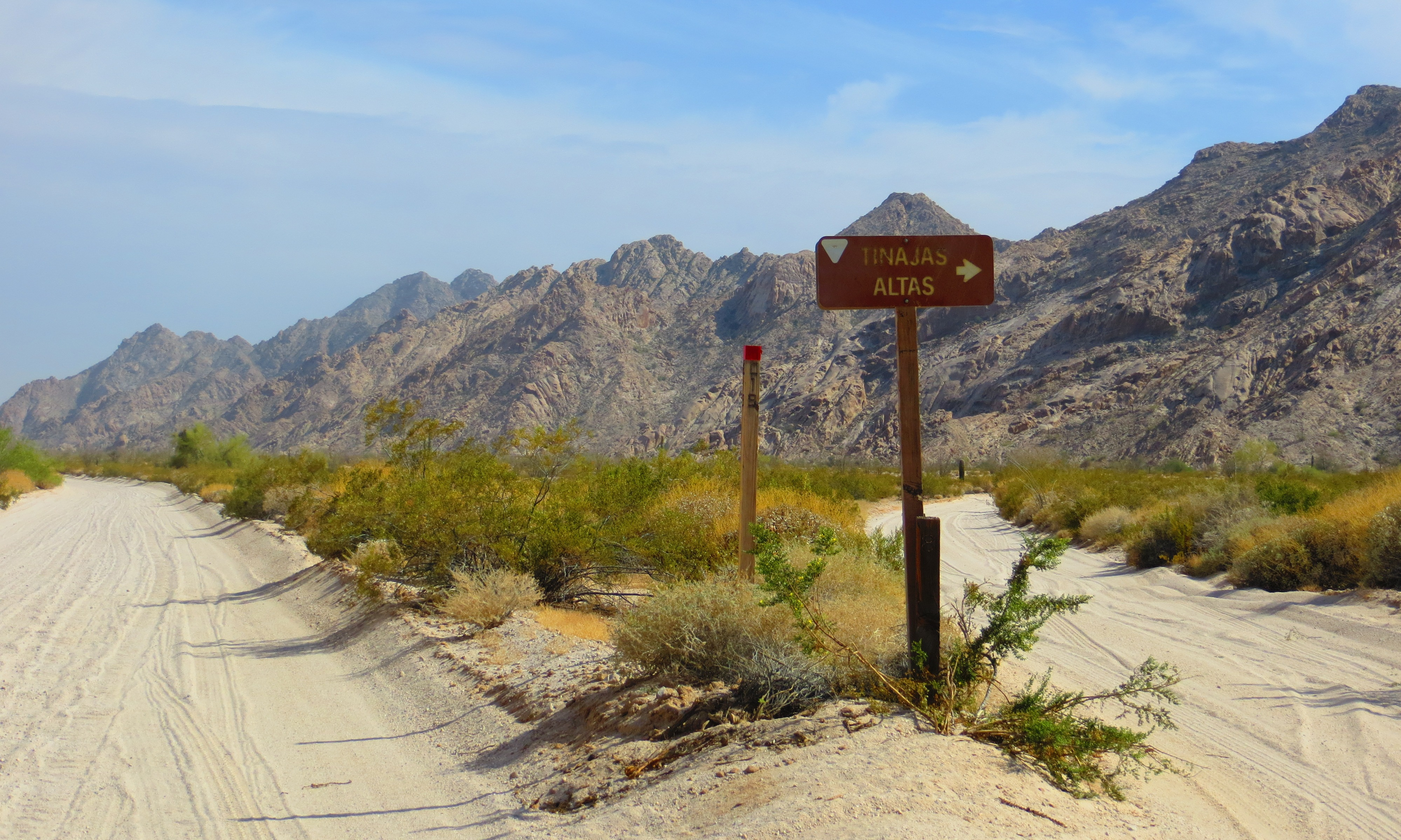
El Camino del Diablo dans le polygone de tir de Barry M. Goldwater Air Force Range, près de Wellton en Arizona : embranchement vers Tinajas Altas.

Le campement historique de Tinajas Altas (en), en français : hauts bassins, comprend neuf bassins en forme de coupes (tinajas (en)) perchés les uns au-dessus des autres, sur une pente abrupte en granit, qui sont alimentés uniquement par les eaux de pluie. Lorsqu'ils sont pleins, ces tinajas peuvent contenir jusqu'à 20 000 gallons d'eau, soit 76 000 litres, mais en raison du manque de pluie et de l'atmosphère aride, l'un ou plusieurs d'entre-eux sont souvent vides. Avant l'arrivée du transport à véhicules à moteur, certains voyageurs ont péri après avoir trouvé une ou plusieurs de ces réserves, asséchées. Au cours de l'expédition de l'U.S. Boundary Survey, de 1891-1896, l'équipe d'arpentage a raconté l'histoire de trois prospecteurs morts, retrouvés juste au-dessus du premier réservoir vide. Les doigts des hommes étaient usés à vif, pour avoir grimpé la roche jusqu'au deuxième réservoir, qui contenait de l'eau, et il était évident que les hommes étaient morts à quelques mètres de leur salut.

## El Camino del Diablo actuel

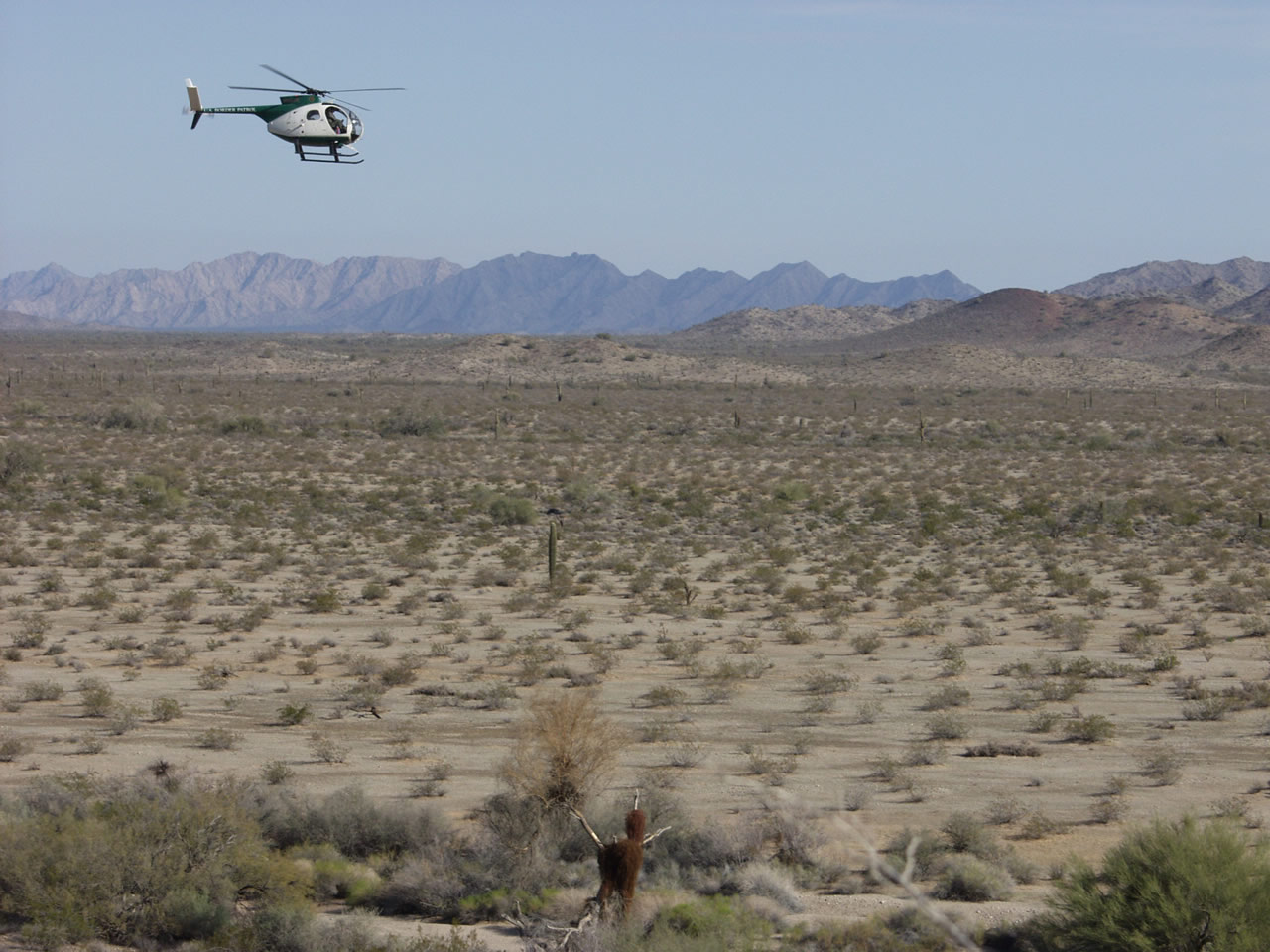
Un hélicoptère de l'United States Border Patrol, en surveillance sur le sentier (2004).

De nos jours, El Camino del Diablo reste un chemin de terre, adapté aux véhicules à quatre roues motrices et aux véhicules à haute garde au sol transportant de l'eau et des équipements de secours supplémentaires. Aucun service d'urgence ou de remorquage n'est disponible et les visiteurs utilisent le sentier à leurs propres risques. Au sud de la frontière entre le Mexique et les États-Unis, les sections mexicaines originales du sentier ont largement disparu. À leur place, le gouvernement mexicain a construit une route asphaltée, la route fédérale mexicaine 2 (en), qui suit à peu près la frontière sur une distance de 190 km.
L’itinéraire actuel commence à 34 km au sud-ouest d’Ajo, en Arizona, à la limite entre le monument national Organ Pipe Cactus et la réserve nationale de la faune de Cabeza Prieta. À partir de là, il continue vers l'ouest après San Cristobal Wash (en), en suivant la limite nord des montagnes Agua Dulce (en) pour atteindre Papago Well. De là, la route passe par Camp Grip, puis au sud de la Sierra Pinta (en), à travers Pinta Sand Dunes, puis le champ volcanique de Pinacate. De là, la route traverse les montagnes (en) et le désert de Tule (en), puis dans le Tule Tank Canyon pour atteindre Tule Well, à l'endroit où le sentier croise le Christmas Pass Road. El Camino del Diablo traverse ensuite le désert de Lechuguilla (en), juste au sud de la montagne Tordillo, avant d’atteindre les montagnes de Tinajas Altas. À Tinajas Altas, la route bifurque et le voyageur peut emprunter un itinéraire plus court qui mène vers le nord à travers le polygone aérien Barry M. Goldwater (en), en passant, à l’est de Raven Butte et du col de Cipriano et en suivant la limite Est des monts Gila, avant de finalement rejoindre l'Interstate 8 et la rivière Gila à Wellton, en Arizona. Alternativement, le voyageur peut choisir un itinéraire plus long qui suit plus fidèlement l'itinéraire initial. Cette route traverse les montagnes de Tinajas Altas et continue en direction du nord-ouest, en passant à l'ouest de Raven Butte et du col de Cipriano. Il suit ensuite la frontière Ouest des monts Gila, passant par la mine abandonnée de Fortuna, avant d’atteindre la petite communauté de Fortuna Foothills, en Arizona. Le sentier suit de près la frontière entre le Mexique et les États-Unis, sur la majeure partie de sa longueur. Pour pouvoir parcourir l'intégralité du sentier, un permis est nécessaire, délivré par le  bureau du refuge national de Cabeza Prieta à Ajo.

### Source de la traduction
- (en) Cet article est partiellement ou en totalité issu de l’article de Wikipédia en anglais intitulé « El Camino del Diablo » (voir la liste des auteurs).